# 脂肪肝
脂肪肝是脂肪性肝病（英語：fatty liver disease，FLD）的简称，又叫肝脂肪变性（hepatic steatosis，HS）、肝积脂病或肝性肥胖症，是肝脏中积聚过多脂肪的状态，以含甘油三酸酯的巨液胞形式积累在肝细胞中，而造成脂肪变性。虽然有不同原因，但一般认为脂肪肝在全世界范围内都是发生在酗酒（即酒精性脂肪肝，简称酒精肝）和肥胖（不管有没有胰島素抗性；属于非酒精性脂肪肝）人群的单一疾病；脂肪肝还与其他影响脂肪代谢的疾病相关。
非酒精性脂肪性肝病（NAFLD）分为非酒精性脂肪肝（NAFL）和非酒精性脂肪性肝炎（NASH），前者定义为存在 ≥ 5%的肝脂肪变性，但没有气球样变的肝细胞损伤证据，后者定义为存在 ≥ 5%的肝脂肪变性，且伴有肝细胞损伤的炎症（例如气球样变），可併发或不併发纤维化。
从形态上很难分辨酒精性脂肪肝和非酒精性脂肪肝，它们都在不同阶段显示微囊泡和巨囊泡脂肪改变。轻度的脂肪肝通常可逆。

## 病因
脂肪肝主要与相关酒精和代谢综合症（糖尿病、高血压和血脂障碍（Dyslipidemia））有关。但也可能是下列一种或多种原因：

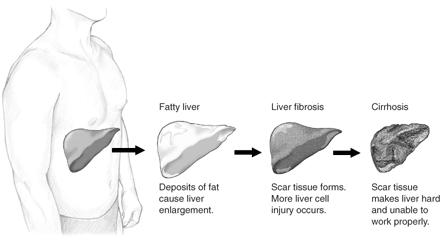
肝损伤的不同阶段

- 代谢：無β脂蛋白血症（Abetalipoproteinemia）[4]、糖原贮积病（glycogen storage disease）、复发性发热性非化脓性结节性脂膜炎（Weber-Christian disease）、Wolman氏病、妊娠急性脂肪肝（acute fatty liver of pregnancy）、脂肪营养不良（lipodystrophy）
- 营养：肥胖、营养不良、完全肠胃外营养、严重体重减轻（過度減肥）、再喂养综合征（refeeding syndrome）、小腸繞道手術（jejuno-ileal bypass）及伴有细菌过度生长（Small bowel bacterial overgrowth syndrome）的空腸胃绕路手术（gastric bypass）、憩室病（diverticulosis）
- 药物和毒素：胺碘酮、氨甲蝶呤（methotrexate）地尔硫卓、抗逆转录病毒药物、糖皮质激素，三苯氧胺、环境肝毒素（hepatotoxin，如磷、毒蘑菇）
- 其它：炎症性肠病、HIV、丙肝（特别是基因型3）。

其中非酒精性脂肪肝（NAFLD）是由除酒精外的其他原因讓肝臟中脂肪堆積過多而造成，並具有胰島素抵抗的特性。代謝症候群（如糖尿病、肥胖、高血壓）、高果糖飲食和高齡會增加罹患肝細胞癌的風險，其中體重過重是造成該疾病的最大危險因子。非酒精性脂肪肝疾病主要有兩種類型：單純脂肪肝（NAFL）和脂肪肝炎（NASH）。非酒精性脂肪肝通常不會發展為肝損傷或脂肪肝炎，但它可能導致肝硬化、肝癌、肝衰竭或心血管疾病等併發症。

## 诊断
脂肪肝的诊断主要通过影像学检查（超音波、CT等）、肝功能化验以及實驗室检查来确诊，同时患者可以通过临床表现来判断自己是否患有脂肪肝，通常脂肪肝的临床表现有食欲不振、乏力、恶心呕吐、腹胀、肝区隐痛以及肝脏肿大等，如果只是通过单一的肝功能化验检查转氨酶升高，患者还应该通过其它检查排除是否因为病毒性肝炎、肝硬化、肝结核等导致转氨酶升高。
對於非酒精性脂肪肝而言，診斷的方法是透過排除其他脂肪肝的潛在原因進行肝臟活檢。

### 超声波诊断标准
脂肪肝超声诊断标准：
1. 肝实质点状高回声 (回声水平肝高于脾 )；
2. 后场回声衰减；
3. 肝内脉管显示不清。

脂肪肝倾向超声诊断标准：内部回声偏强、细密，后方声衰减不明显，血管网络欠清。
注：脂肪肝倾向可导致血小板相关参数变化（脂肪肝倾向组与脂肪肝组、肝无异常发现组及健康对照组比较，其血小板计数（PLT）与平均血小板体积（MPV）均有显著性差异，PLT均数均比所比较的三组显著增高，而 MPV值则比所比较的三组显著降低），了解高脂血症患者血小板相关参数的变化，有助于临床判断脂肪肝的发展。高脂血症诊断标准：以成年人空腹血清总胆固醇 >= 5.72 mmol/L或 (和 )三酰甘油 > 1.70 mmol/L，诊断为高脂血症。

## 治疗和预防
脂肪肝通常的治療為熱量以及飲食控制，體重減輕能夠使脂肪肝患者的血清ALT(丙胺酸轉氨酶)降低，有氧運動和無氧阻力訓練都能顯著降低肝臟脂肪含量，並改善胰島素敏感性和BMI指數。曾经有报道指出重度脂肪肝患者在长时间减肥后会痊愈。
其中非酒精性脂肪肝的治療方法主要是通过適當飲食與運動將體重減輕。

## 并发症
嚴重者可能造成肝硬化、肝癌、食管静脉曲张。